# Picea sitchensis
Picea sitchensis, la pícea de Sitka, es una conífera que normalmente alcanza una altura de entre 50 y 70 metros, con un diámetro de tronco de 5 metros, llegando en ocasiones a los 100 metros de altura, con diámetros de tronco de hasta 6 y 7 metros. Es, por tanto, la mayor de todas las especies del género Picea, y la tercera conífera más grande del mundo tras la secuoya roja y el abeto de Douglas. El nombre de esta pícea proviene de la localidad de Sitka, Alaska.

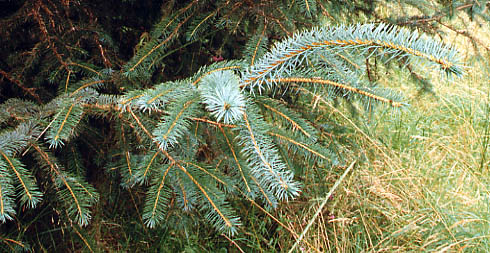
Las hojas muestran en su parte superior un tono verdeazulado.

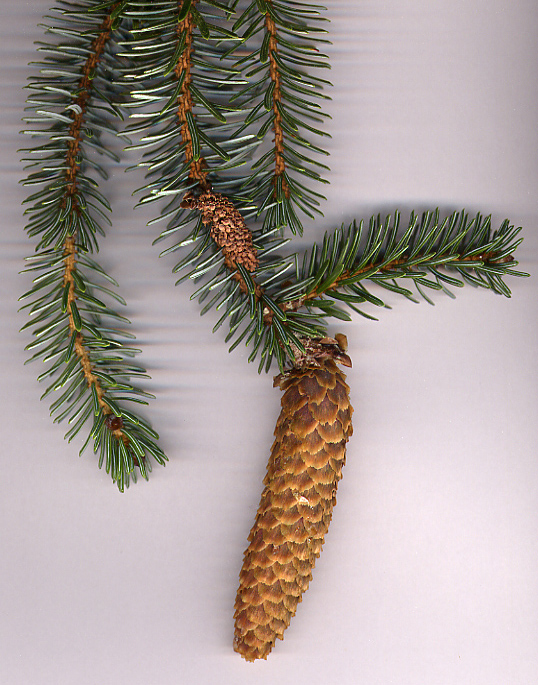
Follaje y piña característica.

## Descripción
Picea sitchensis destaca por su copa cónica, que se va volviendo más cilíndrica según envejece. Los brotes son de un color beige muy pálido. Las hojas, rígidas y agudas, miden alrededor de 20 mm, y están aplanadas en su parte transversal. Son las agujas de un color verdeazulado oscuro en la parte superior, y blanquiazuladas en la inferior.
Los conos o péndulos, de aspecto cilíndrico, miden entre 5 y 11 cm de largo. De ancho miden unos 2 cm estando cerrado, y 3 cuando abren. Son de color rojizo o verde hasta que maduran, a los 6 meses aproximadamente tras la polinización, momento en el cual se vuelven de color marrón claro. Las semillas son negras, de unos 3 mm de largo.

## Distribución y hábitat
La pícea de Sitka es un árbol originario de las montañas de la costa del Pacífico de América del Norte, donde ocupa una estrecha franja. Su límite más septentrional es la isla Kodiak (Alaska) y su límite más meridional está en el norte de California. Es una especie propia de climas templado-húmedos, y en la zona sur de su distribución crece incluso cerca de la costa. En su zona de distribución no se adentra en el interior más de 80 km de la costa.

## Usos

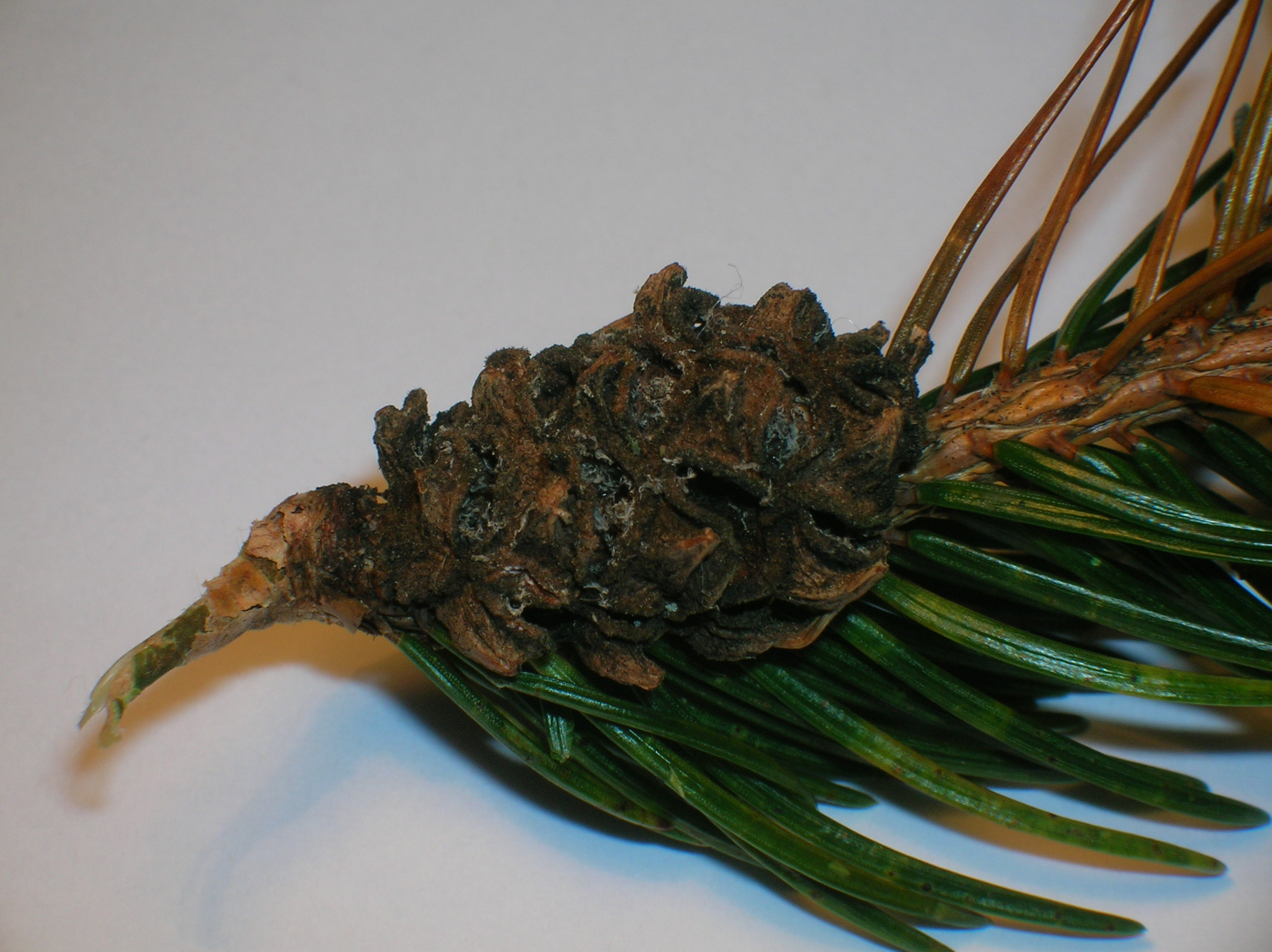
Cono de pícea de Sitka.

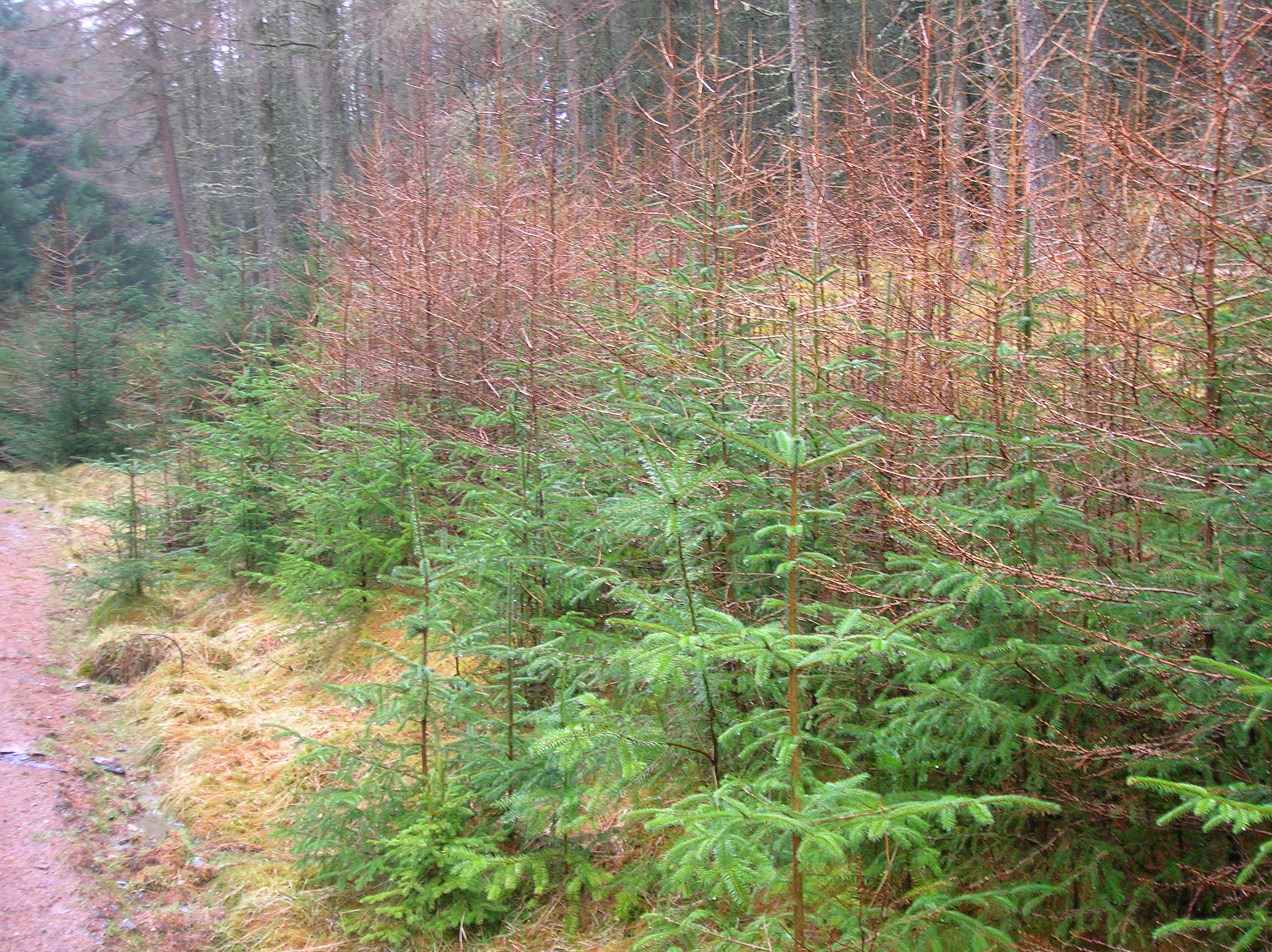
Bosque de píceas de Sitka en Kindrogan, Escocia. Esta especie se ha naturalizado en Gran Bretaña.

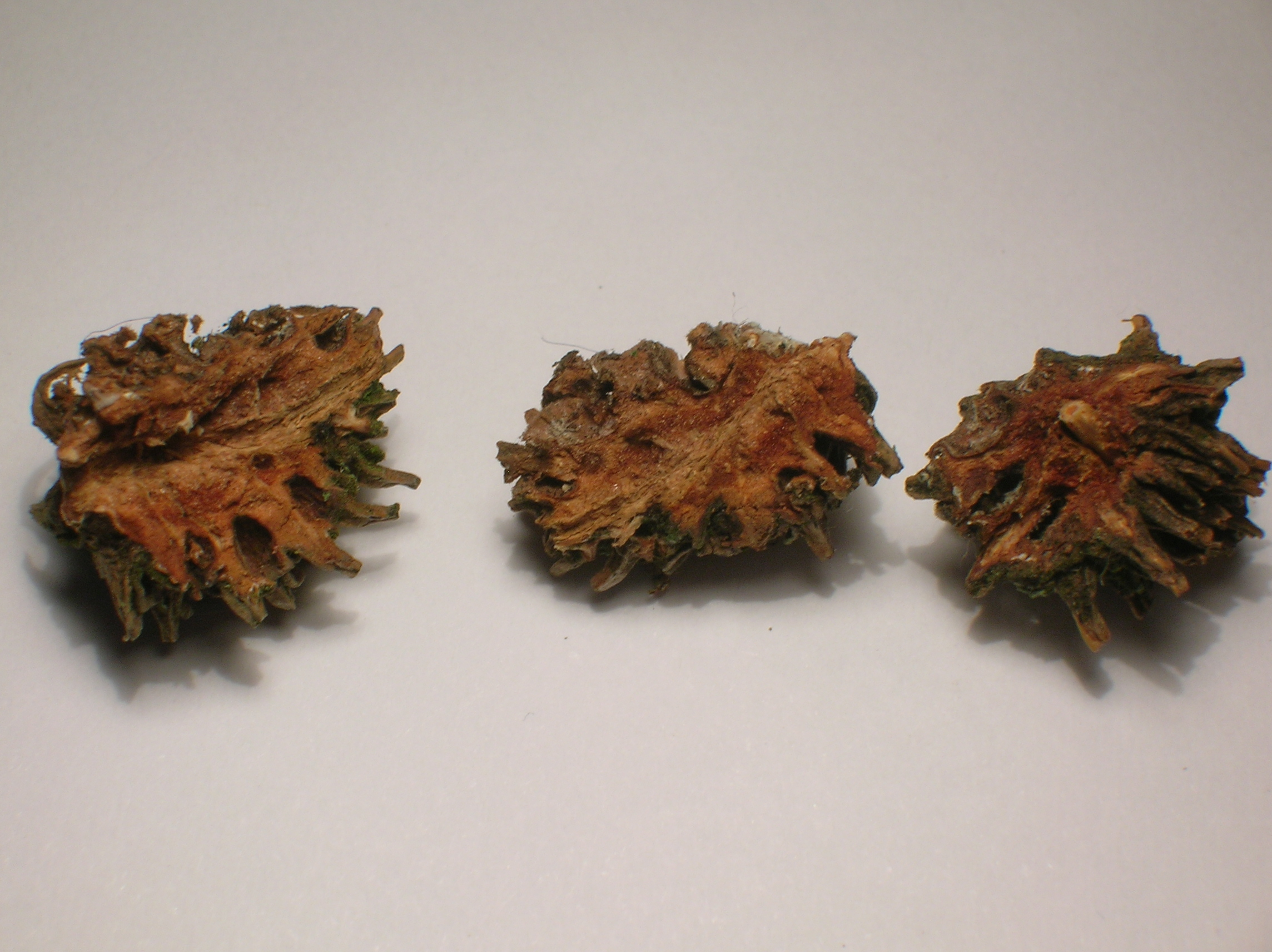
Agallas de un cono.

La pícea de Sitka es una especie que ha sufrido el acoso continuo de la explotación maderera descontrolada casi desde la misma colonización de su área de distribución por los europeos. Los árboles más grandes, muchos de ellos incluso superiores a los 100 metros, fueron talados masivamente, siendo ahora bastante difícil encontrar ejemplares que sobrepasen los 70 metros. A pesar de ello, algunos ejemplares de más de 90 metros aún pueden verse en lugares como el parque nacional Pacific Rim o el Parque Provincial Carmanah Walbran, ambos en la isla de Vancouver. En el Parque Carmanah, de hecho, se encuentra un ejemplar de pícea de Sitka de 96 metros, considerado el árbol más grande de Canadá.
Se hibrida con facilidad con otras especies de pícea, dando lugar a todo tipo de cruces. 
Existe un espécimen cuyas agujas son de color dorado y que se halla en las islas de la Reina Carlota. Es conocido como Kiidk'yaas por los indios Haida, quienes le tienen por un árbol sagrado. Aunque el original fue talado ilegalmente, actualmente se conservan varios esquejes suyos plantados donde se alzaba el anterior.
La pícea de Sitka está considerado como el árbol estatal de Alaska.
La pícea de Sitka es una Picea muy longeva, existiendo ejemplares de unos 700 años de edad. Además, es una de las poquísimas especies del género Picea que crece rápidamente: en condiciones óptimas puede crecer hasta 1,5 metros al año, lo que la convierte en la especie de crecimiento más rápido del género. Debido a esto y a la calidad de su madera, empezó a introducirse en Europa y Nueva Zelanda a principios del siglo XIX. En algunas zonas, como las islas británicas, se ha naturalizado desde que fue introducida en 1831.
En Noruega esta especie fue introducida a principios del siglo XX, siendo ahora una importante especie forestal en ese país (se calcula que hay unas 50 000 hectáreas forestales de pícea de Sitka en Noruega), donde ha llegado a hibridarse con la pícea común. También ha sido introducido con éxito en países como Francia, Alemania, Austria, Islandia o Polonia debido a su resistencia a zonas expuestas y a su rápido crecimiento en suelos pobres. En España esta especie está pobremente representada, hallándose sólo en las áreas húmedas del norte, principalmente en Cantabria, País Vasco y en algunas montañas del centro de la Península.
La pícea de Sitka es una especie de gran importancia en la industria maderera y papelera. Su madera, al igual que la de la mayoría de especies del género Picea, es muy apreciada para la construcción de instrumentos musicales cordófonos tales como violines, guitarras o arpas, ya que otorga a dichos instrumentos una gran sonoridad. También es muy apreciada su madera en la construcción. Con las puntas de las ramas recién germinadas se fabrica una bebida alcohóloca llamada "cerveza de pícea" y una especie de sirope.
Los pueblos amerindios de la costa del Pacífico de Canadá y del noroeste de Estados Unidos utilizan la corteza de las raíces de este árbol para fabricar productos de cestería.

## Taxonomía
Picea sitchensis fue descrita por (Bong.) Carr.  y publicado en Traité Général des Conifères 260. 1855.
Etimología
Picea; nombre genérico que es tomado directamente del latín pix = "brea", nombre clásico dado a un pino que producía esta sustancia
sitchensis: epíteto geográfico que alude a su localización en Sitka, Alaska
Sinonimia
- Abies falcata Raf.
- Abies menziesii (Douglas ex D.Don) Lindl.
- Abies merkiana Fisch. ex Parl.
- Abies sitchensis (Bong.) Lindl. & Gordon
- Abies trigona Raf.
- Picea falcata (Raf.) J.V.Suringar
- Picea grandis Gordon
- Picea menziesii (Douglas ex D.Don) Carrière
- Picea menziesii var. crispa (Antoine) Carrière
- Pinus menziesii Douglas ex D.Don
- Pinus menziesii var. crispa Antoine
- Pinus sitchensis Bong.
- Sequoia rafinesquei Carrière[4]